# Lista de ribeiras de Cabo Verde
Esta é uma lista de ribeiras cabo-verdianas.

## Boa Vista

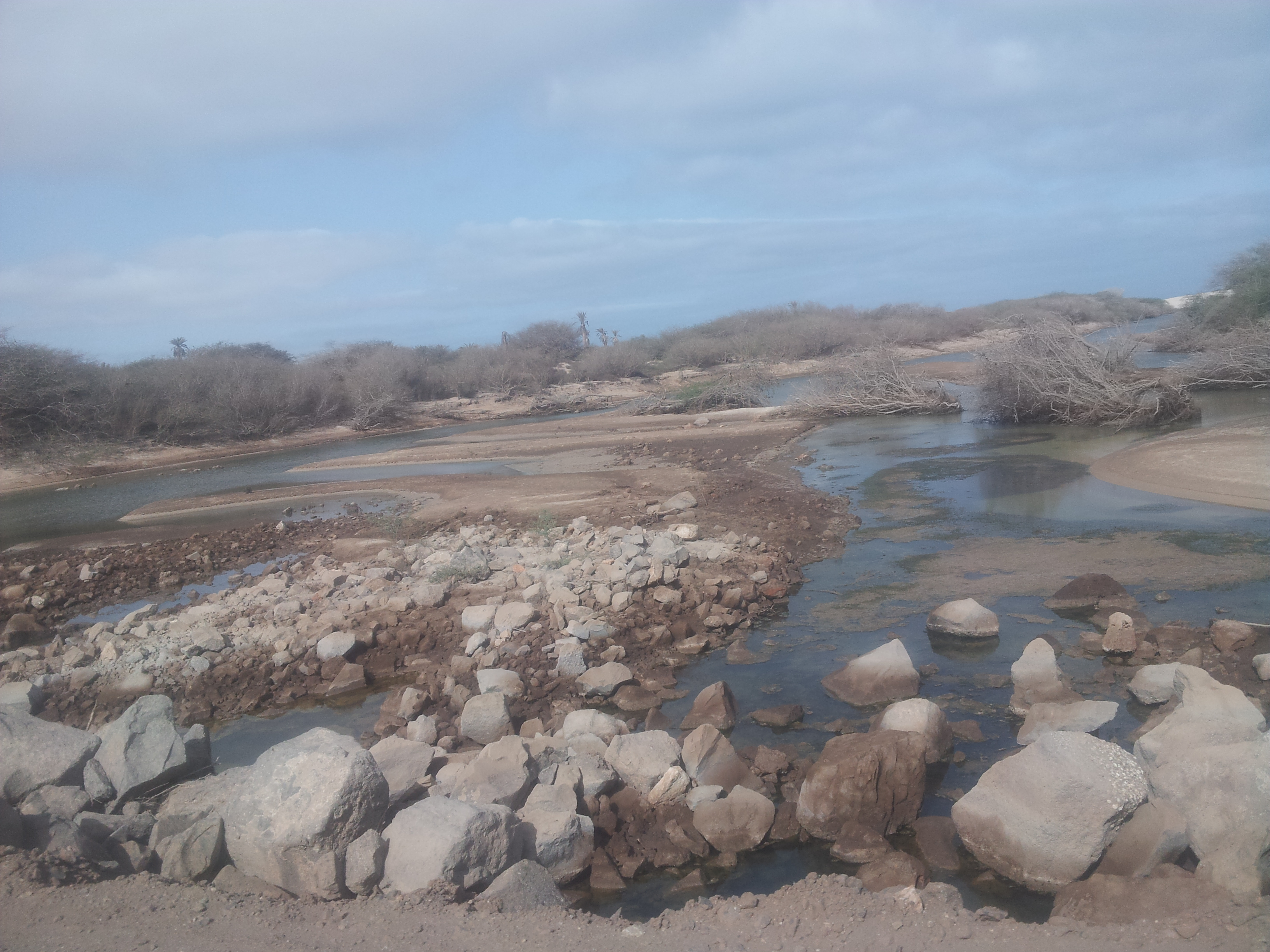
Ribeira do Rabil

- Ribeira de Cabeceira?
- Ribeira do Rabil

## Fogo
- Ribeira Chade Antônio
- Ribeira do Ilhéu
- Ribeira de Patim
- Ribeira da Trindade
- Ribeira Vilhal

## Maio
- Ribeira Dom João

## Sal
- Ribeira Fontona
- Ribeira da Parda

## Santiago

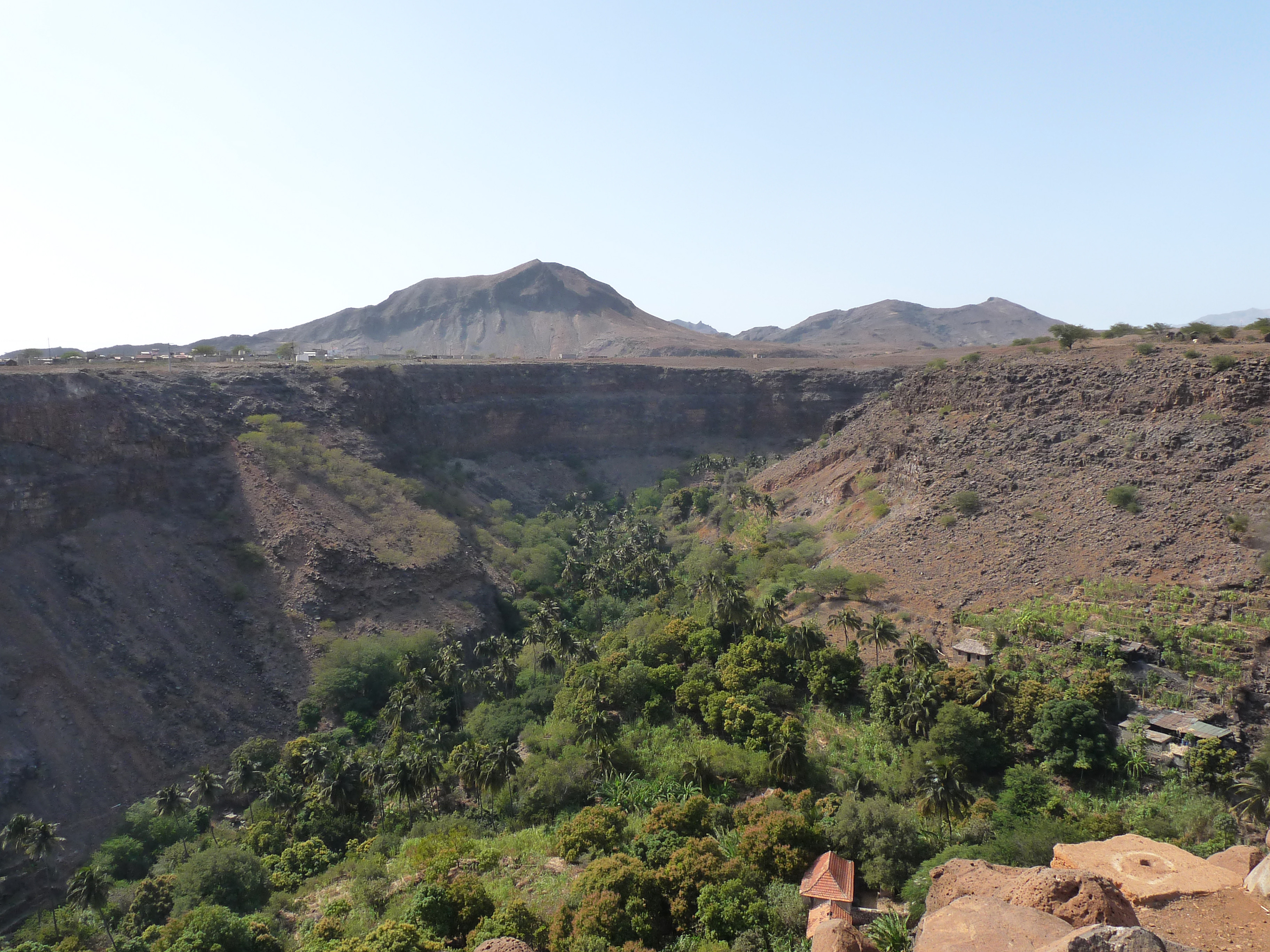
Ribeira Grande de Santiago/Ribeira Cadacina

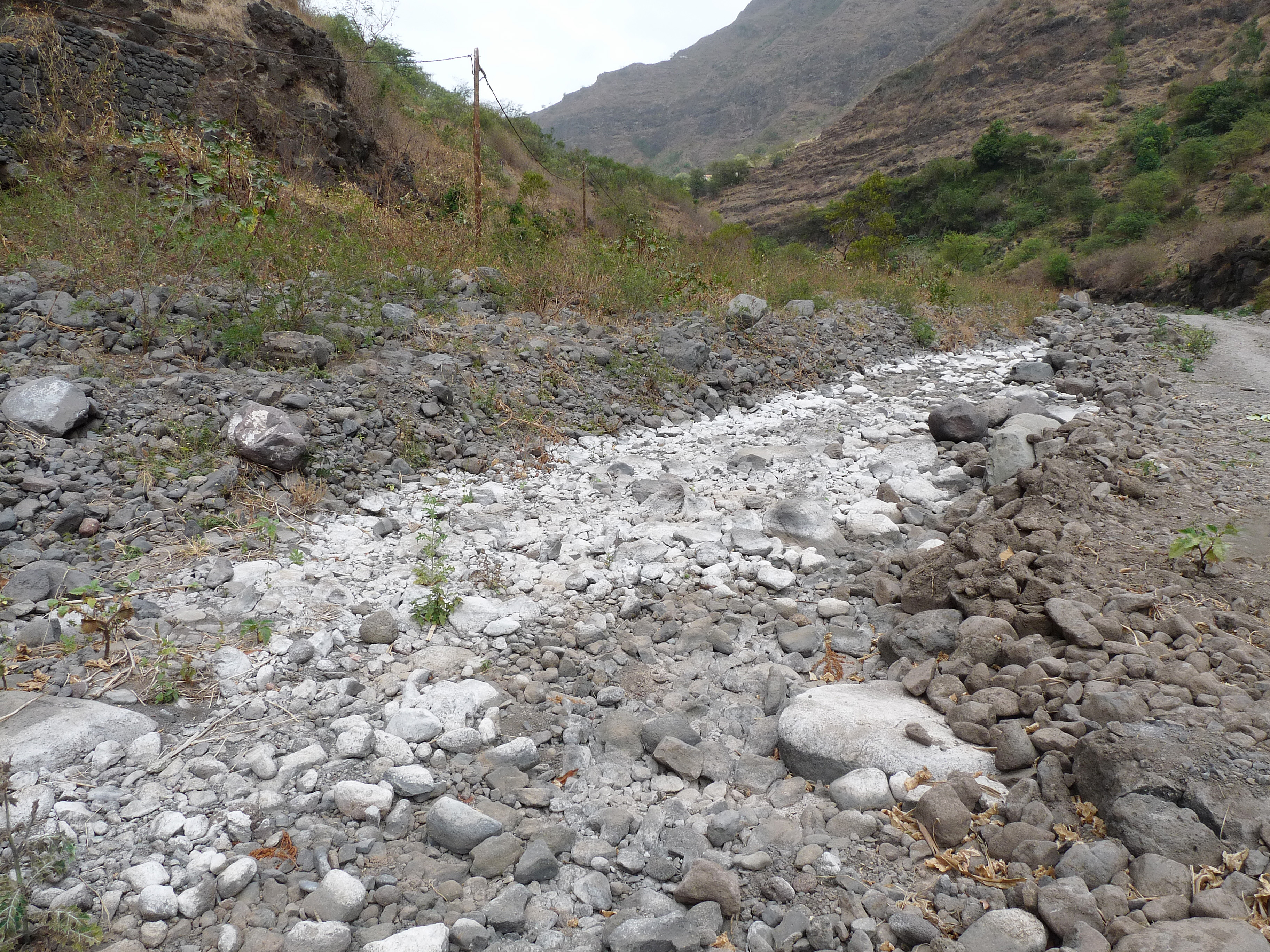
Ribeira Principal

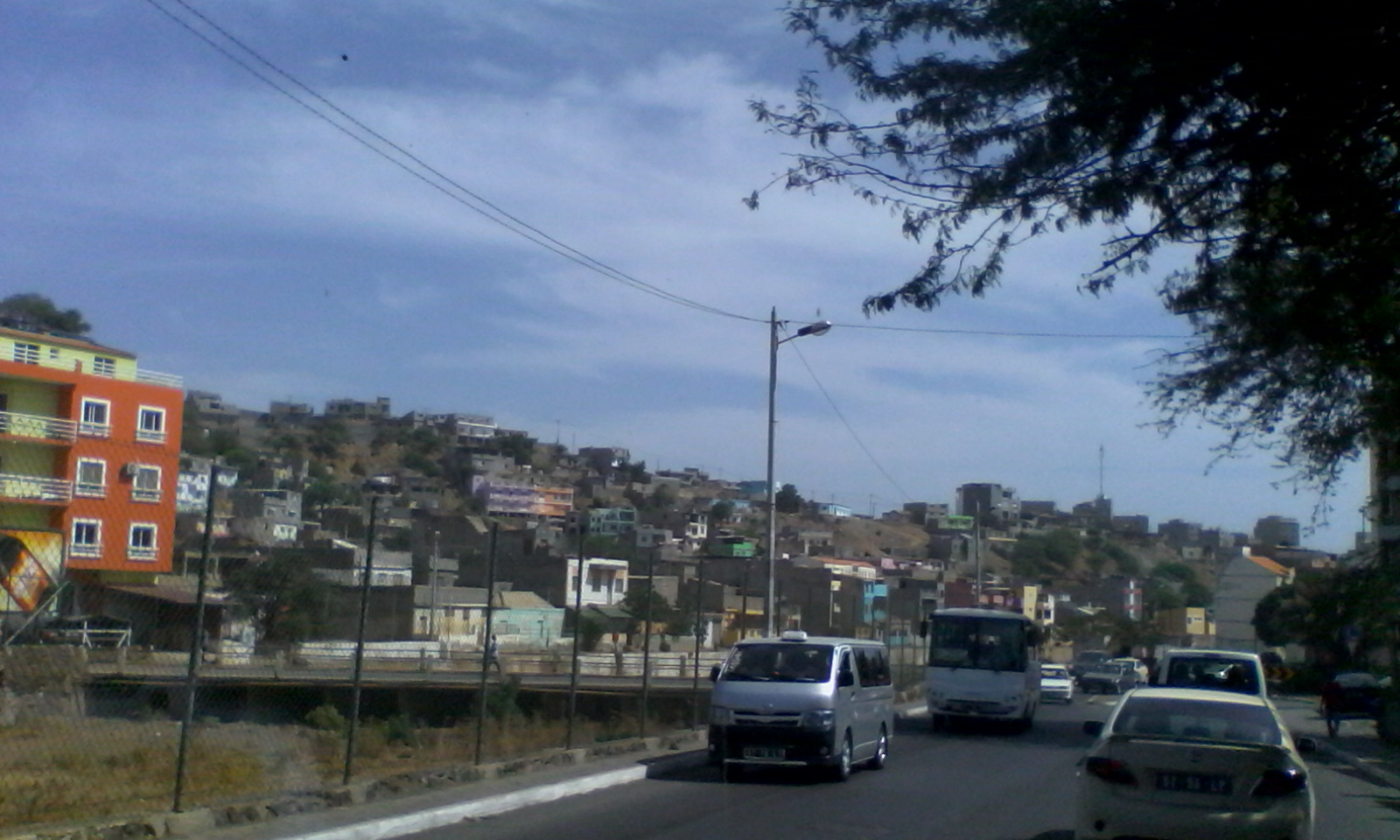
Ribeira da Trindade

- Ribeira das Águas Bela
- Ribeira da Água Funda
- Ribeira das Águas Podres
- Ribeira da Angra
- Ribeira de Banana
- Ribeira da Barca
- Ribeira de Caiada?
- Ribeira de Faveta
- Ribeira de Fazenda
- Ribeira de Figueira do Gordo
- Ribeira de Flamengos
- Ribeira Fontão
- Ribeirão Galinha
- Ribeira Grande de Santiago
- Ribeira Grande do Norte
- Ribeirão Isabel
- Ribeira de Limo
- Ribeirão Manuel
- Ribeira Milho
- Ribeira de Palmarejo
- Ribeira de Palmarejo Grande
- Ribeira do Pico
- Ribeira do Porto
- Ribeira da Prata
- Ribeira Principal, northeast
- Ribeira Riba
- Ribeira do Salto
- Ribeira de São Domingos
- Ribeira de São Francisco
- Ribeira de São Martinho
- Ribeira de São Tomé
- Ribeira Seca
  - Ribeira Pico da Antônia
- Ribeira Tabugal
- Ribeira de Trindade
  - Ribeira de São Filipe
  - Ribeira de São Jorge
  - Ribeira de Veneza

## Santa Luzia
- Ribeira do Melãs
- Ribeira de Casa
- Ribeira de Agua Doce
- Ribeira do Curral
- Ribeira de Ponta Branca

## Santo Antão

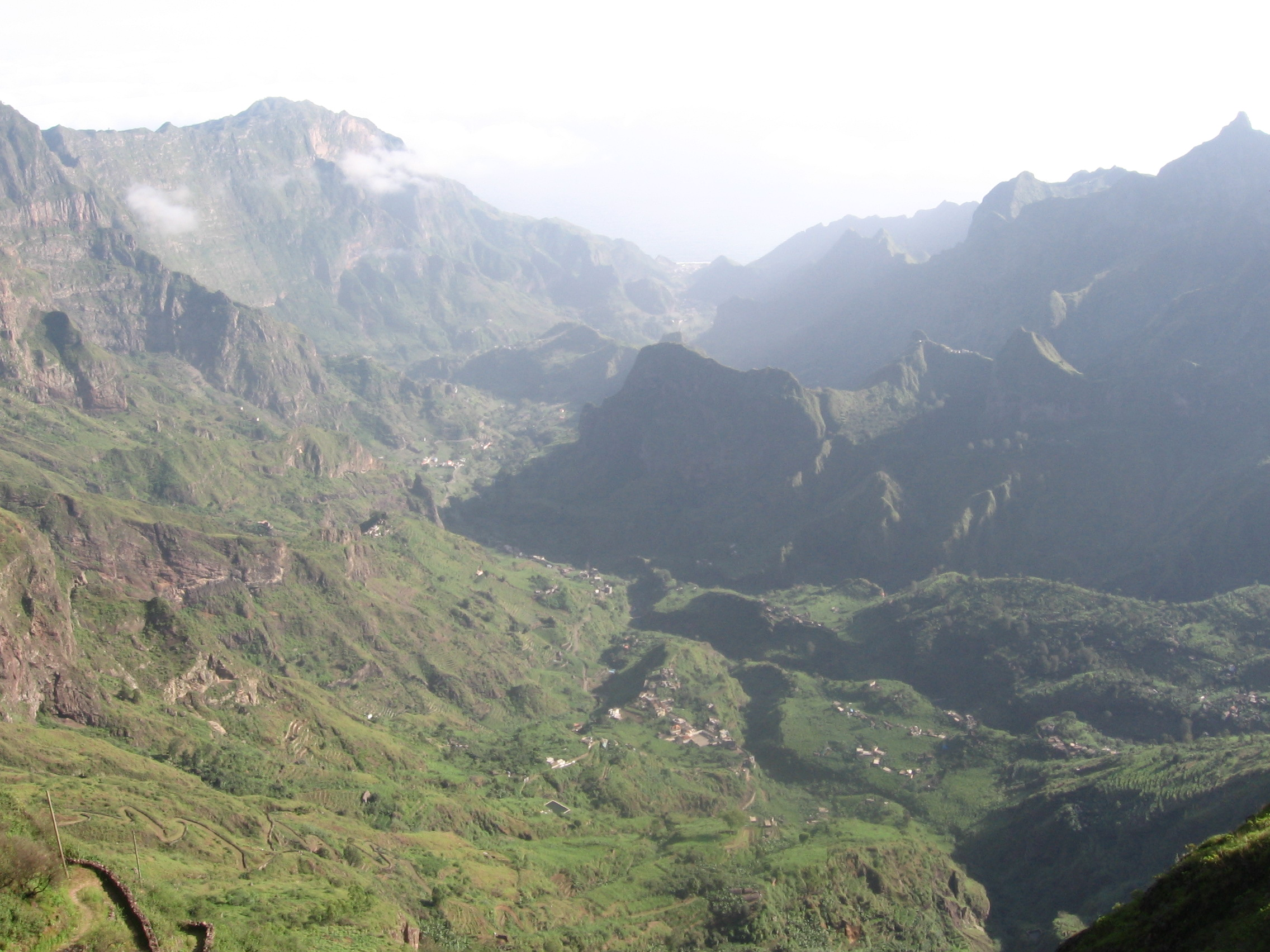
Ribeira do Paul

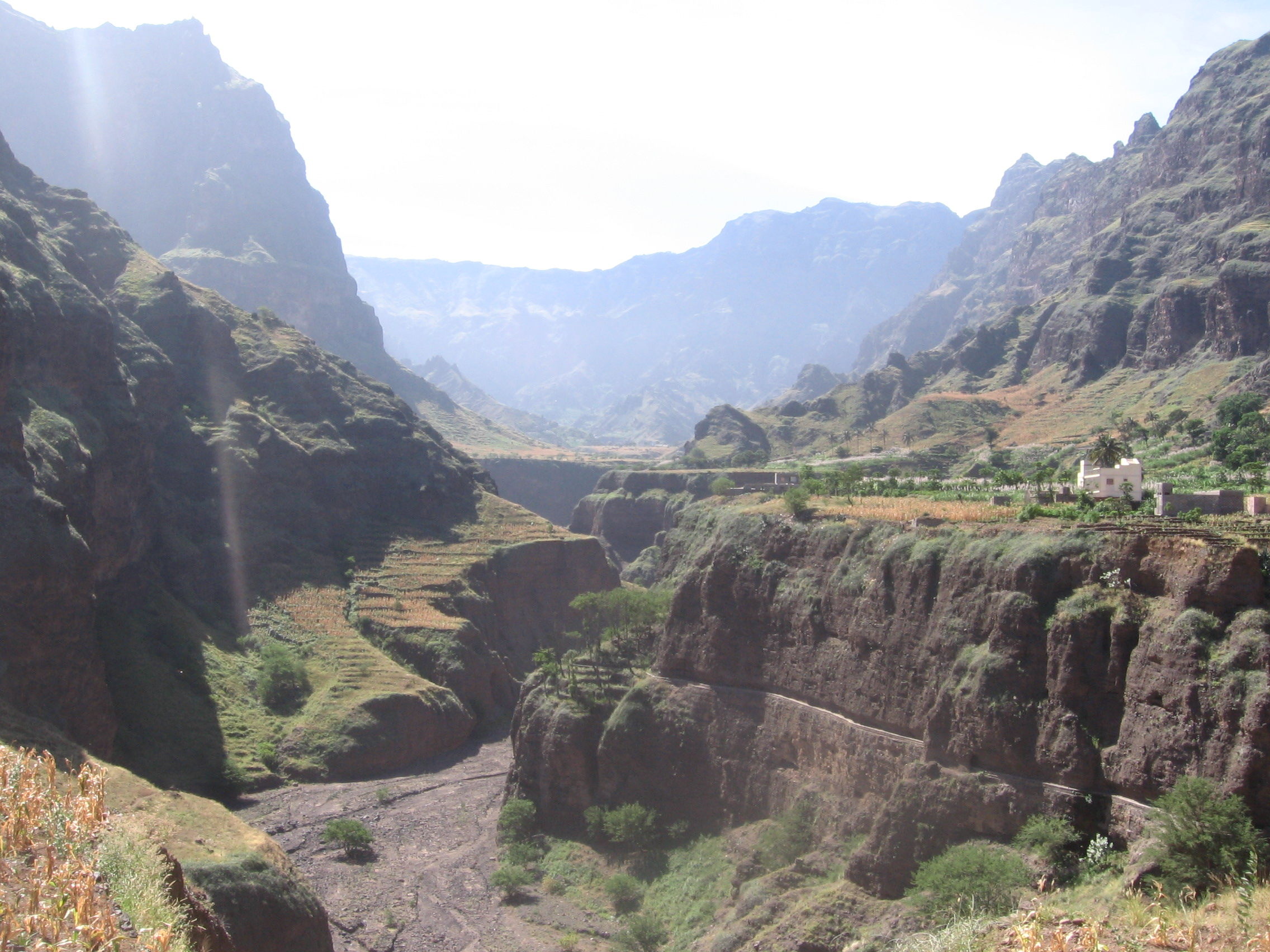
Ribeira da Garça

- Ribeira da Cruz
- Ribeira de Alto Mira
- Ribeira da Garça
- Ribeira Grande
- Ribeira da Torre
- Ribeira do Paul
- Ribeira da Janela
- Ribeira das Patas
- Ribeira da Aguada
- Ribeira de Aguadeiro
- Ribeira Alto Mira
- Ribeira Andrécol
- Ribeira do António
- Ribeira das Areias
- Ribeira dos Bodes
- Ribeira das Bras
- Ribeira Brava
- Ribeira Brava sobre Paul
- Ribeira Desembarcadouro
- Ribeira Fria
- Ribeirão Fundo
- Ribeira da Garça
- Ribeira das Gatas
- Ribeira Larga
- Ribeira Larga dos Curraletes
- Ribeira Larguinha
- Ribeira Ligeira
- Ribeira Manuel Lopes
- Ribeira Morinho de Largão
- Ribeira do Passo
- Ribeira de Penede
- Ribeira das Pipas
- Ribeira das Pombas
- Ribeira Ponta do Gato
- Ribeira Porta
- Ribeira de Praia Grande
  - Ribeira Marmelano
  - Ribeira de Cadeia
- Ribeira Tabuga
  - Ribeira do Morro Lajedo
- Ribeira dos Tarafes
- Ribeira Torta
- Ribeira Virém Minho
- Ribeirinha de Aguada

## São Nicolau
- Ribeira Brava
- Ribeira Funda

## São Vicente

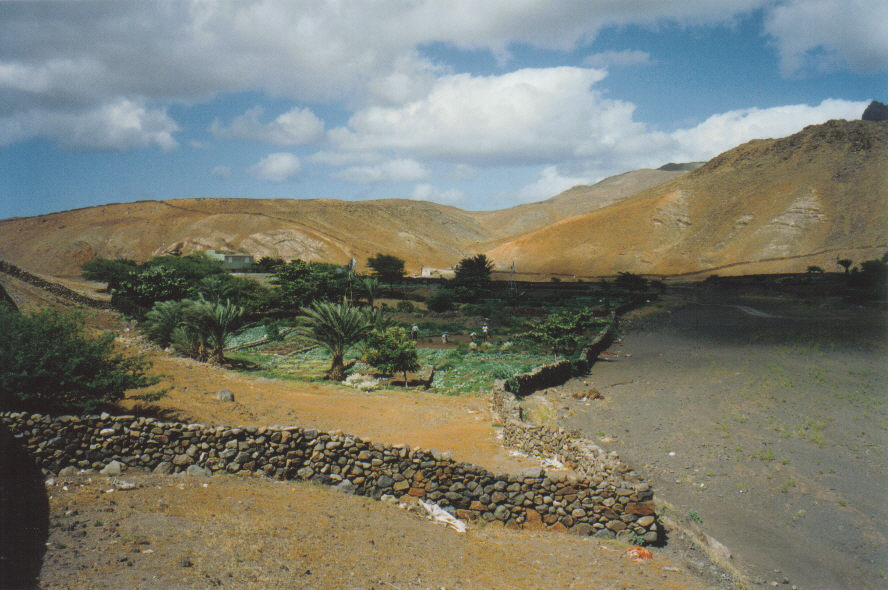
Ribeira do Calhau

- Ribeira Bote
- Ribeira do Calhau, leste
- Ribeira de Julião
- Ribeira de Vinha

## Ver tamběm
- Geografia de Cabo Verde

## References
- GEOnet Names Server
- Great World Atlas, Reader´s Digest Selections, 1st ed, September 2006. ISBN 972-609-471-2
- Grande Dicionário Enciclopédico Ediclube. 1996. ISBN 972-719-056-1